# Mario Pérez Zúñiga
Mario Pérez Zúñiga (nació el 17 de junio de 1982 en México D. F.), es un exfutbolista mexicano que jugaba de lateral izquierdo.
Debutó en la Primera División de México con el Club Necaxa y se retiró con Lobos de la BUAP en la Liga de Ascenso de México.

## Trayectoria
Debutó con los Rayos del Necaxa en el Verano 2001, pero fue hasta el Clausura 2003 que comenzó a tener regularidad. Es material de la selección de fútbol de México, con la que, logró su pase a los Olímpicos de Atenas 2004 donde podría darse una consolidación importante en su carrera. A partir de ahí es incluido regularmente en la selección mayor y sería un destacado prospecto para el Fútbol Mexicano. 
Se sumó a las filas del Club América para el Apertura 2004; no tuvo suerte y retorno al Club Necaxa en el 2005; posteriormente fue cedido al San Luis. 
Retornó de nueva cuenta con los Rayos en el 2008 y en el 2009 fue vendido a los Rojinegros del Atlas, luego de que el Necaxa descendiera.
Fue transferido a Tecos, club con el que acabó descendiendo. 
Para el Apertura 2014 fichó con Lobos de la BUAP.

## Estadísticas

### Clubes
La siguiente tabla detalla los encuentros disputados y los goles marcados en los clubes en los que ha militado.
| C. Necaxa · México |               |               |     |    |    |   |   |     |     |   |
| 1ª | 2000-01       | 1             | 0   | -  | -  | - | - | 1   | 0   |   |
| 1ª | 2001-02       | 0             | 0   | -  | -  | 0 | 0 | 0   | 0   |   |
| 1ª | 2002-03       | 3             | 0   | -  | -  | 3 | 0 | 6   | 0   |   |
| 1ª | 2003-04       | 34            | 4   | -  | -  | - | - | 34  | 4   |   |
| 1ª | 2005-06       | 34            | 0   | 3  | 0  | - | - | 37  | 0   |   |
| 1ª | 2006-07       | 29            | 2   | 3  | 0  | 4 | 0 | 36  | 2   |   |
| 1ª | 2008-09       | 32            | 1   | -  | -  | - | - | 32  | 1   |   |
| 2ª | 2012-13       | 12            | 0   | 8  | 0  | - | - | 20  | 0   |   |
| 2ª | 2013-14       | 17            | 0   | 5  | 0  | - | - | 22  | 0   |   |
| Total club | Total club    | 162           | 7   | 19 | 0  | 7 | 0 | 188 | 7   |   |
| Correcaminos U.A.T. F.C. · México |               |               |     |    |    |   |   |     |     |   |
| 1ª | 2002-03       | 9             | 0   | -  | -  | - | - | 9   | 0   |   |
| Total club | Total club    | 9             | 0   | -  | -  | - | - | 9   | 0   |   |
| C. América · México |               |               |     |    |    |   |   |     |     |   |
| 1ª | 2004-05       | 20            | 1   | 2  | 0  | - | - | 22  | 1   |   |
| Total club | Total club    | 20            | 1   | 2  | 0  | - | - | 22  | 1   |   |
| San Luis F.C. · México |               |               |     |    |    |   |   |     |     |   |
| 1ª | 2007-08       | 32            | 0   | 4  | 0  | - | - | 36  | 0   |   |
| Total club | Total club    | 32            | 0   | 4  | 0  | - | - | 36  | 0   |   |
| Atlas F.C. · México |               |               |     |    |    |   |   |     |     |   |
| 1ª | 2009-10       | 9             | 0   | -  | -  | - | - | 9   | 0   |   |
| Total club | Total club    | 9             | 0   | -  | -  | - | - | 9   | 0   |   |
| Atlanta Silverbacks Estados Unidos |               |               |     |    |    |   |   |     |     |   |
| 2ª | 2011          | 10            | 1   | -  | -  | - | - | 10  | 1   |   |
| Total club | Total club    | 10            | 1   | -  | -  | - | - | 10  | 1   |   |
| Estudiantes Tecos · México |               |               |     |    |    |   |   |     |     |   |
| 1ª | 2011-12       | 24            | 0   | -  | -  | - | - | 24  | 0   |   |
| Total club | Total club    | 24            | 0   | -  | -  | - | - | 24  | 0   |   |
| Lobos B.U.A.P. · México |               |               |     |    |    |   |   |     |     |   |
| 2ª | 2014-15       | 26            | 0   | 9  | 0  | - | - | 35  | 0   |   |
| 2ª | 2015-16       | 31            | 0   | 10 | 0  | - | - | 41  | 0   |   |
| Total club | Total club    | 57            | 0   | 19 | 0  | - | - | 76  | 0   |   |
| Total carrera | Total carrera | Total carrera | 323 | 9  | 44 | 0 | 7 | 0   | 374 | 9 |
| (1)Incluye datos de la Copa México e InterLiga (2005, 2006, 2007 y 2008). (2)Incluye datos de la Liga Campeones CONCACAF (2003), Copa Libertadores (2007) y Copa Merconorte (2001). |               |               |     |    |    |   |   |     |     |   |

## Selección nacional de México

### Categorías menores
Sub-17
Fue convocado por José Luis Real para acudir a la Copa Mundial de Fútbol Sub-17 de 1999 en Nueva Zelanda. Dentro del certamen, jugó los 4 encuentros que sostuvo el representativo nacional.
Sub-23
Formó parte de la Selección Sub-23 que conquistó el Preolímpico de Concacaf de 2004 en el Estadio Jalisco y obtuvo el boleto a Juegos Olímpicos de Atenas 2004. En Atenas, participó en los tres encuentros de fase de grupos.

### Absoluta
Fue convocado para jugar con la Selección mayor en noviembre del 2003, por el entrenador Ricardo La Volpe, para enfrentar en duelo amistoso a Islandia en Estados Unidos; el partido se celebró el 19 de noviembre y finalizó 0-0.
Con el conjunto Tricolor, Mario Pérez jugó en 10 ocasiones; el último partido fue ante Ghana. El partido se celebró en Pizza Hut Park en Texas; Pérez fue sustituido al minuto 68 por Luis Alonso Sandoval; el conjunto mexicano ganó 1-0. 
|                    | PJ | Minutos | Gol | Asistencias | Periodo   |
| ------------------ | -- | ------- | --- | ----------- | --------- |
| Selección mexicana | 10 | 612     | 0   | 1           | 2003-2006 |

| Fecha                    | Estadio                                       | Encuentro    | Resultado |
| ------------------------ | --------------------------------------------- | ------------ | --------- |
| 19 de noviembre del 2003 | Bank One Ball Park, San Francisco             | Amistoso     | 0-0       |
| 18 de febrero del 2004   | The Home Depot Center, Carson                 | Amistoso     | 1-1       |
| 10 de marzo del 2004     | Estadio Víctor Manuel Reyna, Tuxtla Gutiérrez | Amistoso     | 2-1       |
| 31 de marzo del 2004     | The Home Depot Center, Carson                 | Amistoso     | 2-0       |
| 28 de abril del 2004     | Cotton Bowl, Dallas                           | Amistoso     | 1-0       |
| 8 de septiembre del 2004 | Hasely Crawford Stadium, Puerto España        | Eliminatoria | 1-3       |
| 10 de noviembre del 2004 | Reliant Stadium, San Antonio                  | Amistoso     | 2-0       |
| 13 de noviembre del 2004 | Estadio Tecnológico, Monterrey                | Eliminatoria | 5-0       |
| 17 de noviembre del 2004 | Estadio Orange Bowl, Miami                    | Eliminatoria | 0-8       |
| 1 de marzo del 2006      | Pizza Hut Park, Frisco                        | Amistoso     | 1-0       |

### Participaciones en fases finales
| Competición                  | Categoría | Sede                                 | Resultado         | Partidos | Goles |
| ---------------------------- | --------- | ------------------------------------ | ----------------- | -------- | ----- |
| Copa Mundial de 1999         | Sub-17    | Nueva Zelanda                        | Octavos de final  | 4        | 0     |
| Juegos Centroamericanos 2002 | Sub-23    | El Salvador                          | Medalla de bronce | 5        | 0     |
| Juegos Panamericanos 2003    | Sub-23    | República Dominicana                 | Medalla de plata  | 5        | 0     |
| Preolímpico CONCACAF 2004    | Sub-23    | México                               | Campeón           | 5        | 0     |
| Juegos Olímpicos 2004        | Sub-23    | Grecia                               | Primera fase      | 3        | 0     |
| Clasificación Mundial 2006   | Absoluta  | Norteamérica, Centroamérica y Caribe | Clasificado       | 3        | 0     |
| Total                        | –         | –                                    | –                 | 25       | 0     |

## Palmarés

### Títulos nacionales
| Título           | Club       | País           | Año  |
| ---------------- | ---------- | -------------- | ---- |
| Primera División | C. América | México         | 2005 |
| InterLiga        | C. Necaxa  | Estados Unidos | 2007 |

### Copas internacionales
| Título                  | Club                      | País                 | Año  |
| ----------------------- | ------------------------- | -------------------- | ---- |
| Juegos Panamericanos    | Selección Mexicana Sub-23 | El Salvador          | 2002 |
| Juegos Centroamericanos | Selección Mexicana Sub-23 | República Dominicana | 2003 |
| Preolímpico CONCACAF    | Selección Mexicana Sub-23 | México               | 2004 |